# 波瓦島
波瓦島是美國的島嶼，位於太平洋海域，屬於福克斯群島的一部分，由阿拉斯加州負責管轄，長1公里，最高點海拔高度61米，島上無人居住。
54°07′38″N 165°29′59″W / 54.12722°N 165.49972°W